# Музейный историко-мемориальный комплекс «35-я береговая батарея»
Музе́йный исто́рико-мемориа́льный ко́мплекс герои́ческим защи́тникам Севасто́поля «35-я берегова́я батаре́я» — памятный ансамбль на территории 35-й береговой батареи, сооружённый на месте последнего рубежа обороны Севастополя конца июня—начало июля 1942 года.
Включает в себя музеефицированные военно-исторические объекты (сохранившиеся казематы 35-й береговой батареи), современные памятные объекты (Пантеон Памяти, Некрополь павших, часовня во имя Архистратига Михаила, памятник личному составу 2-й бронебашни), объекты жизнеобеспечения комплекса.
Площадь МИМК ГЗС «35-я ББ» — 7,91 гектара.

## Местоположение
Херсонесский полуостров, в 150-ти метрах от дороги влево при движении от Казачьей бухты в направлении на маяк Херсонес, Севастополь.

## История создания
4 июля 2006 года решением Севастопольского городского Совета комплекс береговых фортификационных сооружений 35-й береговой батареи с прилегающей территорией был отнесён к землям историко-культурного наследия. Большой вклад в создание Музейного историко-мемориального комплекса «35-я береговая батарея» внёс Алексей Чалый, предприниматель, с февраля 2014 года — «народный мэр» Севастополя, с 22 сентября 2014 года — председатель Законодательного собрания Севастополя.
С целью возведения музейного комплекса в июне 2008 года было создано Учреждение объединения граждан «35-я Береговая батарея», привлечены другие общественные и благотворительные организации. Решение конкурсной комиссии горсовета по определению арендатора этого участка было принято 2 июня 2007 года. 3 июля 2007 года у входа в потерны батареи был заложен символический первый камень будущего музейного комплекса.
9 января 2008 года Севастопольский городской Совет заключил договор с Учреждением объединения граждан «35-я Береговая батарея» о передаче ему в аренду на 25 лет данному учреждению участка земли площадью около 8 гектаров в районе Казачья бухты для строительства музейного историко-мемориального комплекса Героическим защитникам Севастополя.
Российская телепередача «Жди меня» трижды обращалась с просьбой откликнуться всех, кто в дни обороны был в Севастополе, чьи родные защищали Севастополь, в том числе и в июне—июле 1942 года. В адрес Национального музея героической обороны и освобождения Севастополя, в городской Совет стали приходить письма-отклики с воспоминаниями и фотографиями. Эти документы, а также артефакты, найденные при расчистке казематов батареи и строительстве на её территории, стали основой музейных фондов МИМК ГЗС «35-я ББ».
Работы по расчистке и разминированию территории начались сразу после получения разрешения на раскопку и эксгумацию в марте 2008 года.
3 июля 2008 года (в годовщину официального окончания второй обороны Севастополя 1941—1942 годов) был открыт 1-й экскурсионный маршрут (силовая станция, орудийный блок 2 башни, кубрик, лазарет, кают-компания, залы памяти).
3 июля 2009 года вступил в действие 2-й экскурсионный маршрут (переходной коридор, блок 1-й башни, ФВУ, воздухозабор (аварийный выход)).
3 июля 2010 года открыли для посещения 3-й экскурсионный маршрут (потерна глубокого залегания, блок восточного КДП).
3 июля 2011 года был торжественно открыт Пантеон Памяти, внутри которого сейчас находится 27 тысяч имен последних защитников Севастополя. Тогда же состоялось освящение часовни во имя Архистратига Михаила.
Все объекты строительства и музеефикации, предусмотренные проектом,  завершены в апреле 2012 года.[уточнить]
С момента начала строительства ведется научно-исследовательская работа по поиску и идентификации погибших защитников Севастополя. В течение последних[уточнить] трёх лет список найденных установленных имен последних защитников Севастополя, находившихся здесь в июле 1942 года расширился до 40000 человек. По состоянию на август 2014 года найдены и захоронены останки 163 защитников Севастополя (из них 5 детей). Опознано (идентифицировано) 8 человек, продолжаются поисковые работы по установлению имен и нахождению родственников еще 4 воинов.

## Объекты комплекса
1. Массив 35-й батареи. Защищённые казематированные помещения 35-й ББ.
2. Пантеон Памяти. Создан для увековечивания памяти о последних защитниках Севастополя.
3. Некрополь. Место захоронения останков бойцов, найденных на рубежах обороны города.
4. Позиция 1-й башни . Место расположения 305-мм двухорудийной бронебашенной установки «МБ-2-12».
5. Позиция 2-й башни . Место расположения 305-мм двухорудийной бронебашенной установки «МБ-2-12» 17 декабря 1941 года.
6. Памятник-карта СОР (Севастопольского оборонительного района). Чугунная рельефная карта укрепсооружений Севастопольского Оборонительного района 1941—1942 годов. Размер карты 2,5×2,5 м.
7. Часовня во имя Архистратига Михаила. Под спудом часовни покоятся останки 6 бойцов, найденных при строительстве храма.
8. Фрагменты бруствера с перечнем воинских частей, оборонявших Севастополь.
9. Командно-дальномерный пост (КДП). Был связан с основным массивом батареи 200-метровым подземным коридором (потерной). Имел бронированную рубку, стереодальномер, автономную электростанцию и другие служебные помещения.
10. Братская могила. Место захоронения личного состава 2-й орудийной башни, погибшего при взрыве 17 декабря 1941 года.

## Посещаемость
- В 2008 году Музейный историко-мемориальный комплекс посетили 7195 человек.
- В 2009 году музей посетило 22825 экскурсантов.
- В 2010 в музее побывало более 61186 человек.
- В 2011 году — 72 998 посетителей.

14 августа 2018 года Музейный комплекс посетил миллионный посетитель!

## Галерея

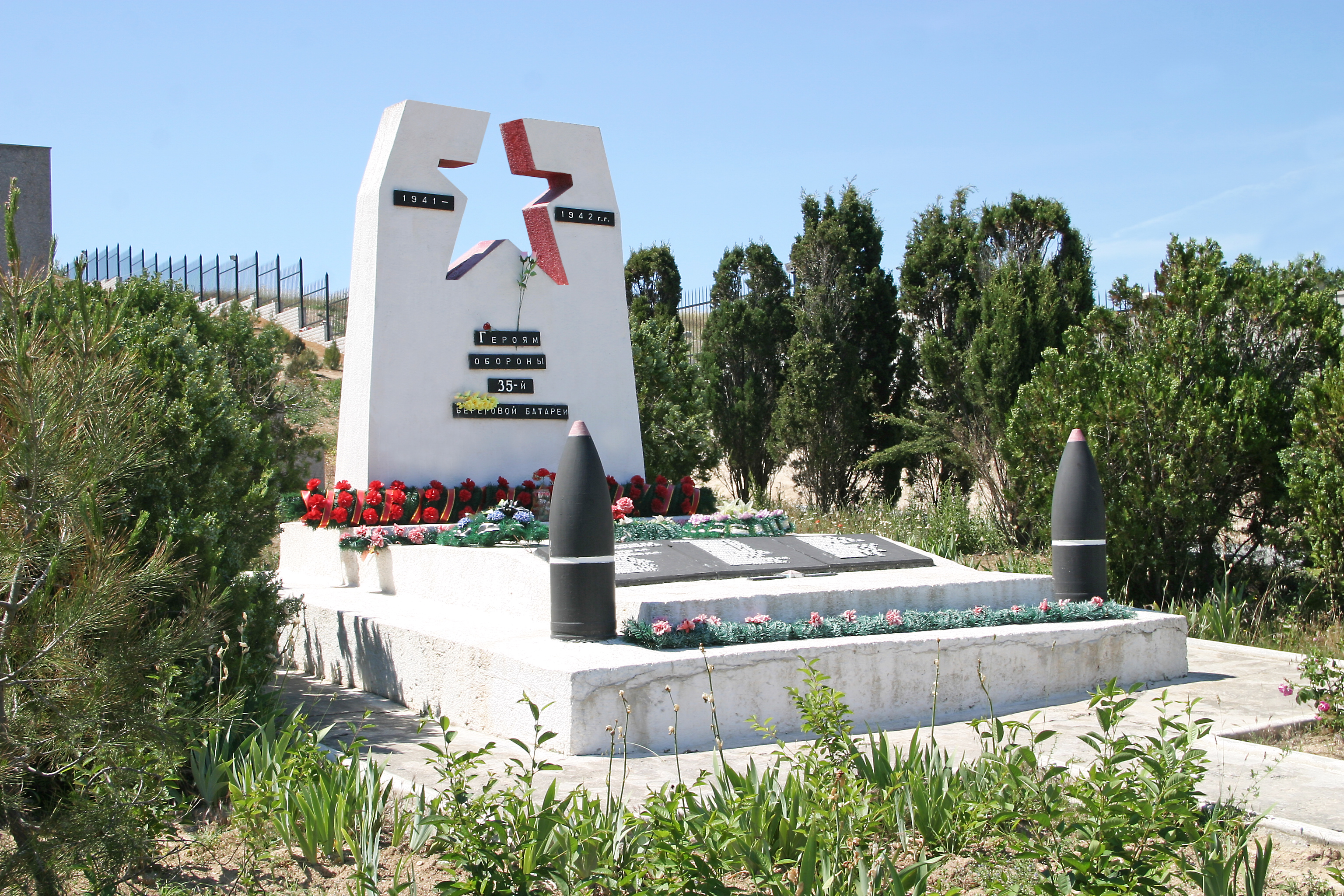
Братская могила
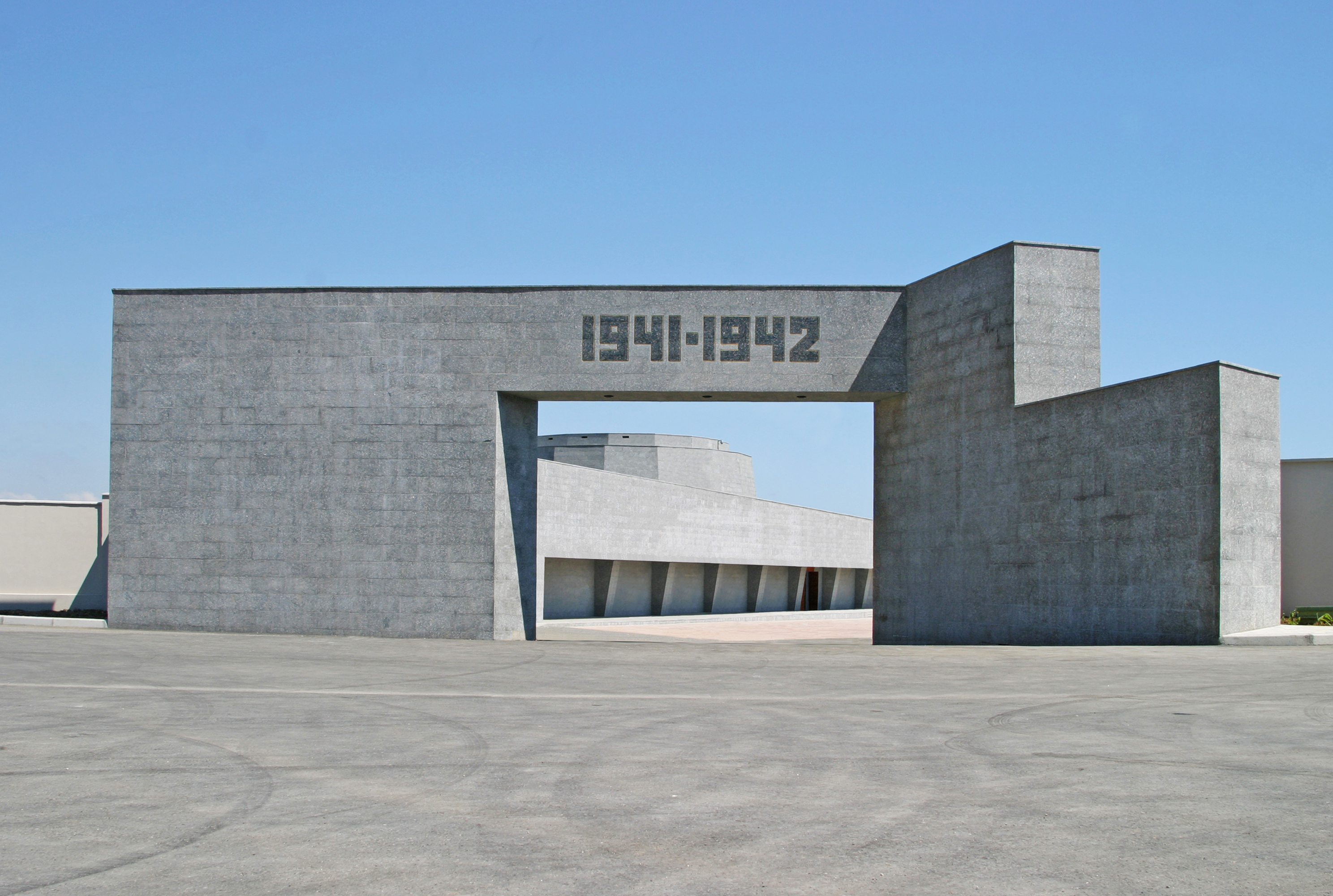
Памятная арка
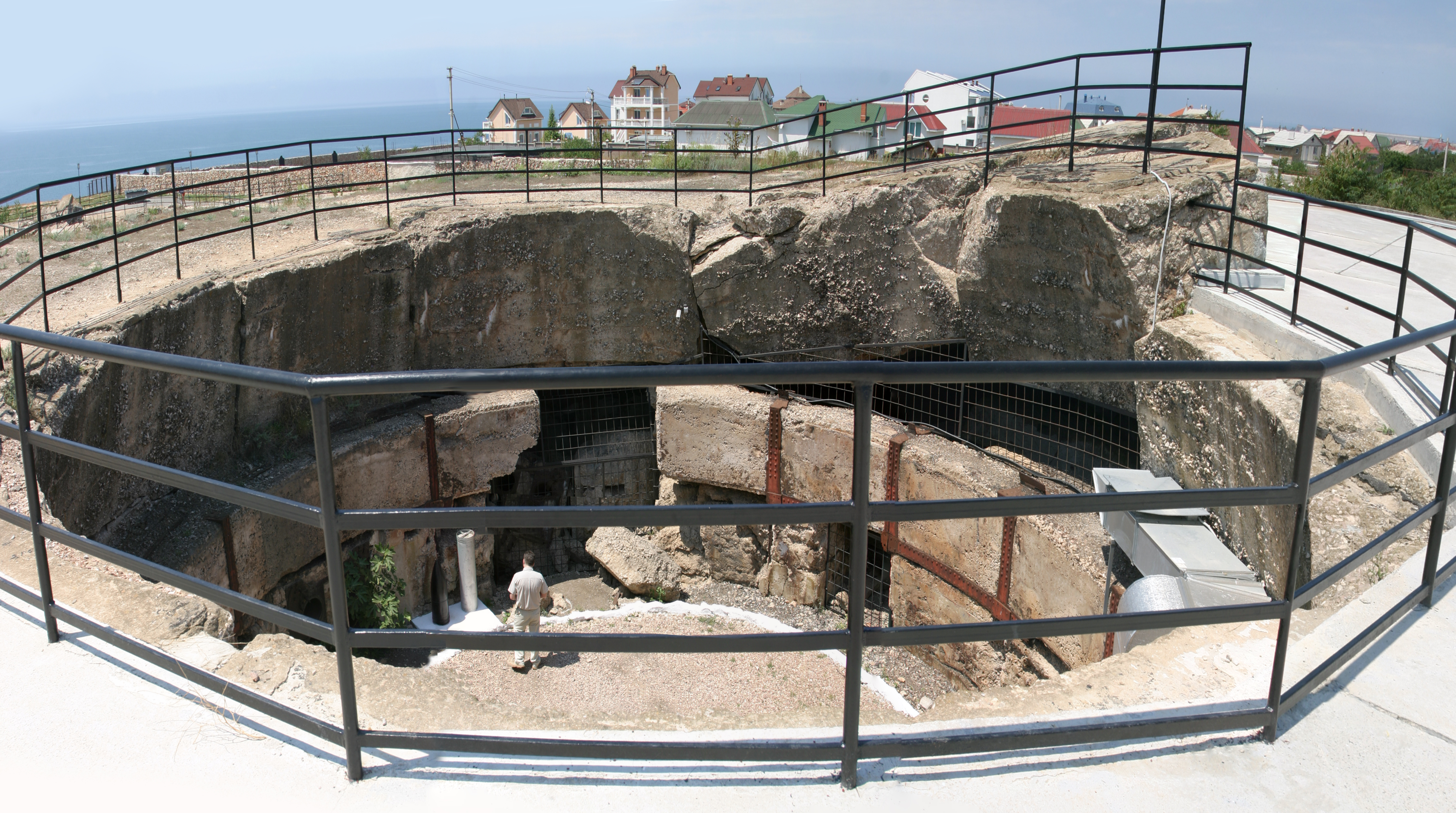
Орудийный блок второй башни
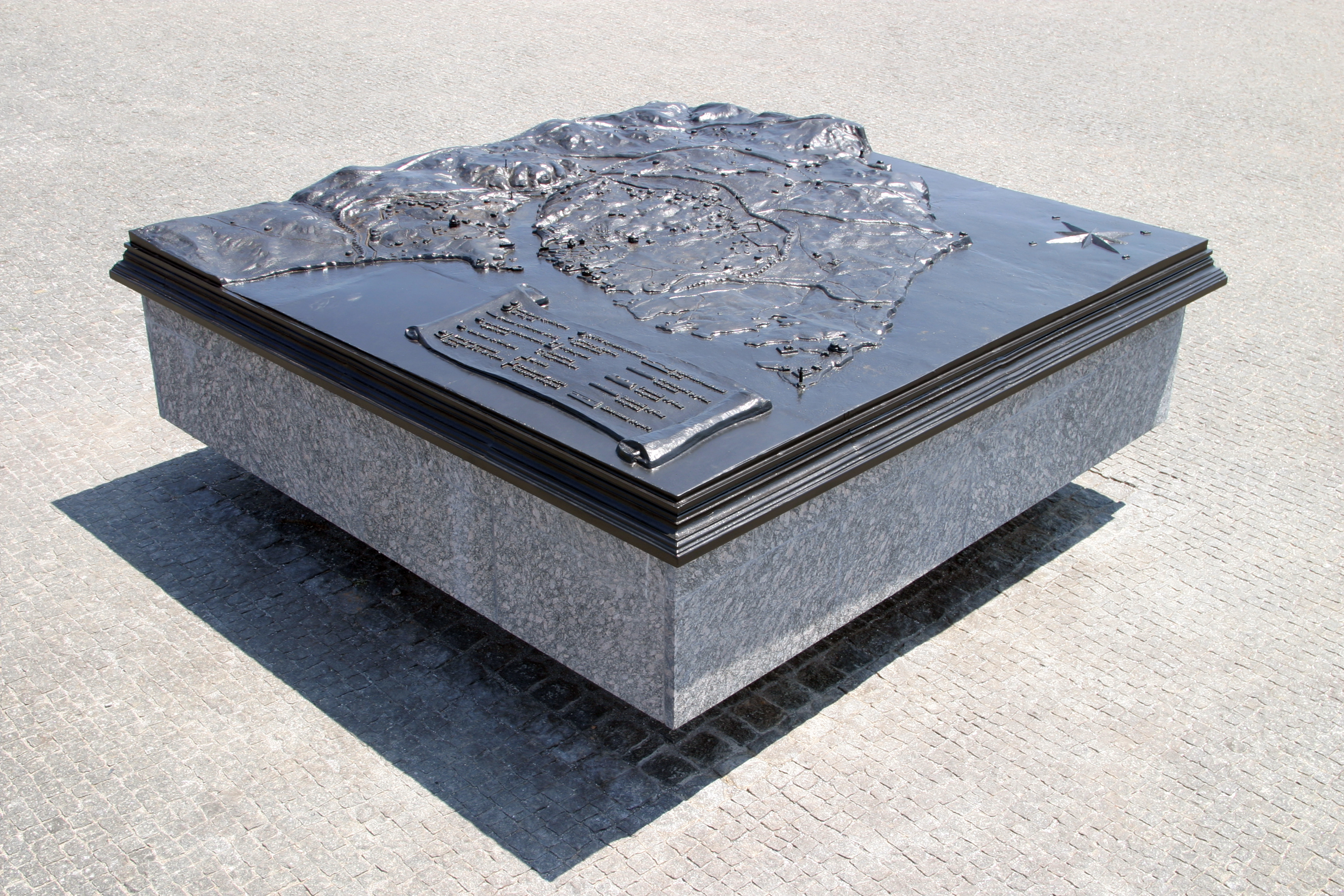
Карта
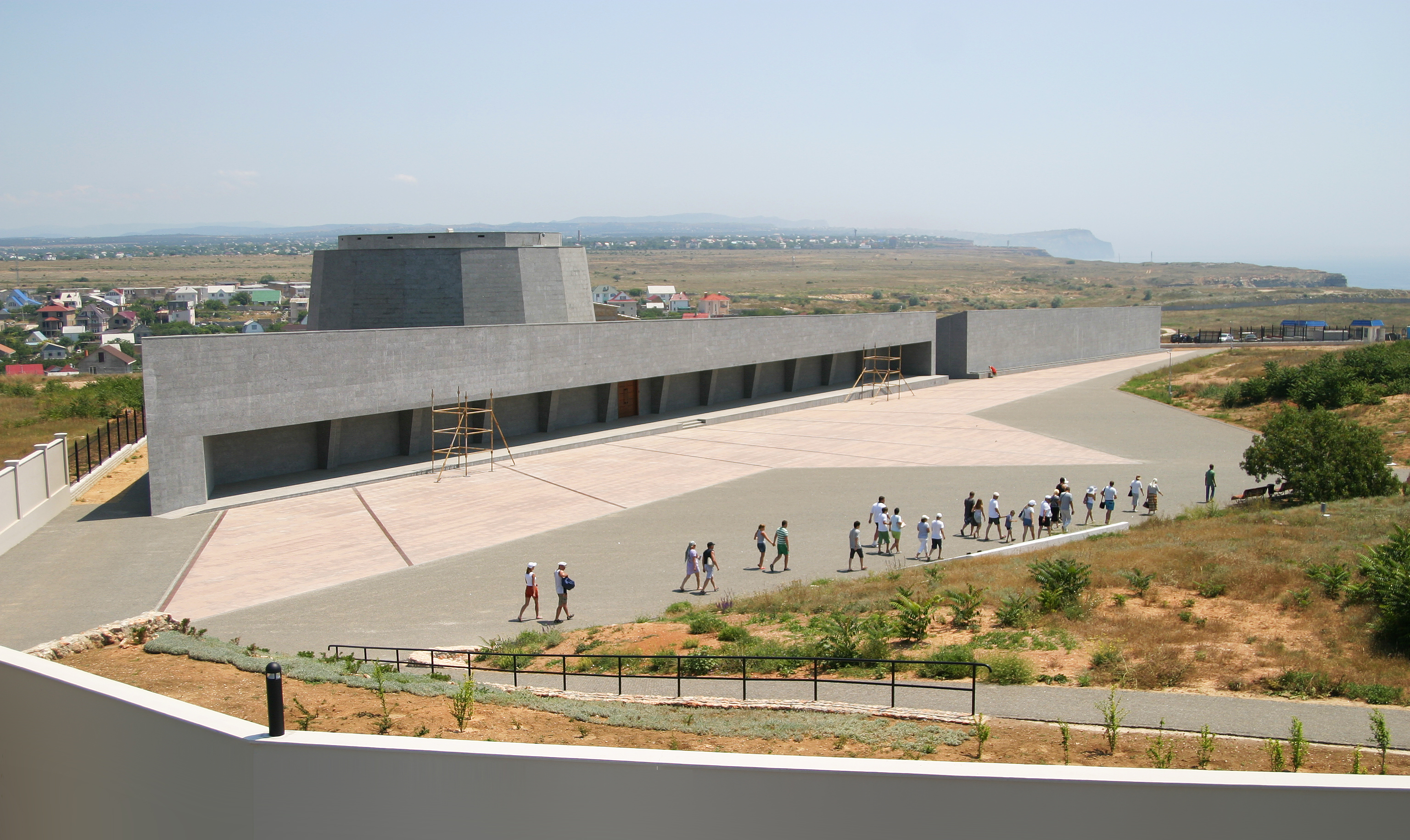
Пантеон памяти
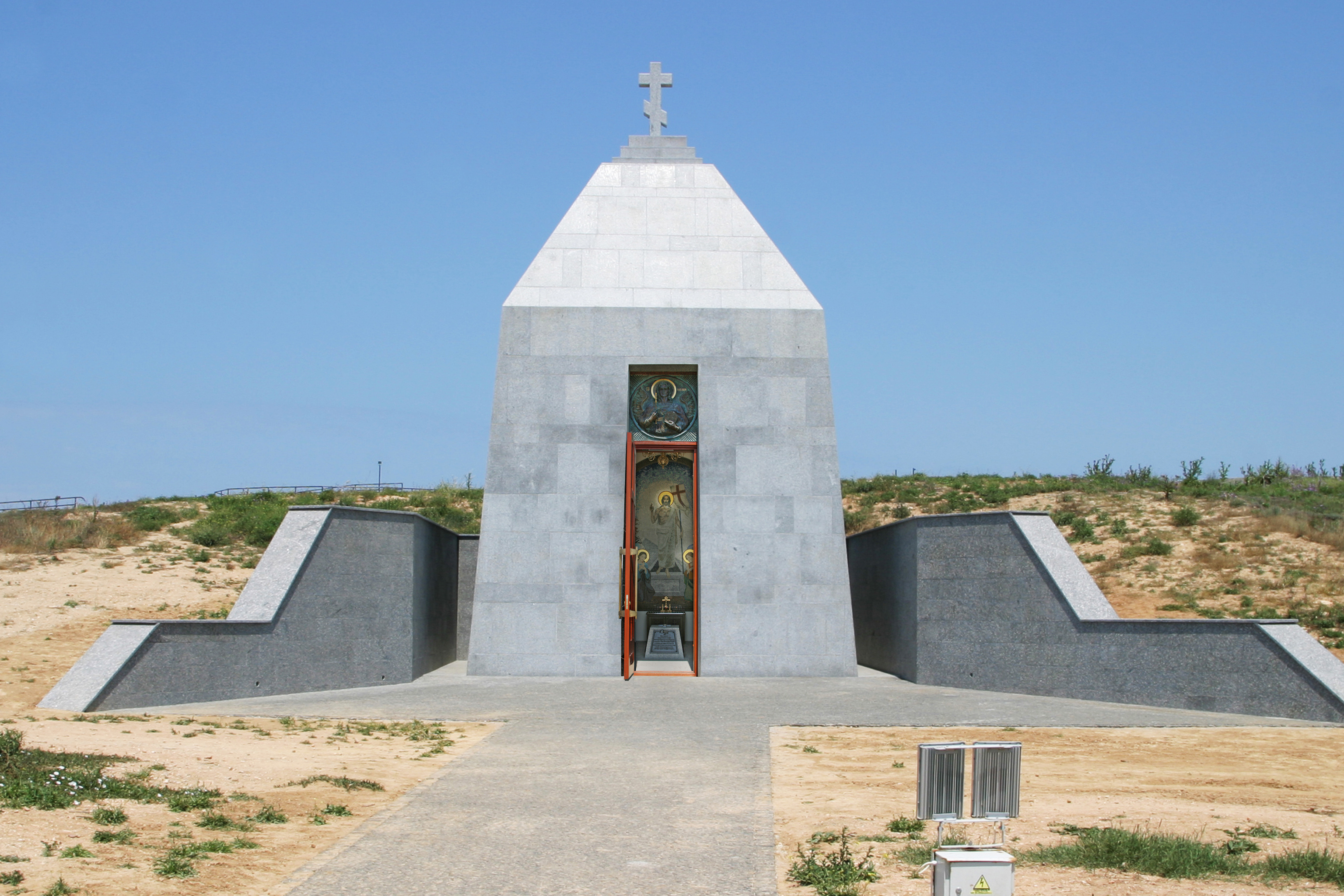
Часовня (архитектор Хомяков А. И., автор мозаик Петрова А. И.)